# Camilo Castelo Branco
Camilo Ferreira Botelho Castelo Branco (Lisszabon, 1825. március 16. – São Miguel de Ceïde, 1890. június 1.) portugál író.
Egy évet végzett az orvostudományi egyetemen, utána újságíróként dolgozott. Regényeiben szenvedélyes és reménytelen szerelmek, tragikus életsorok jelennek meg. Az 1870-es-80‑as években a romantikus ábrázolásmódot elhagyva realista regényeket írt.

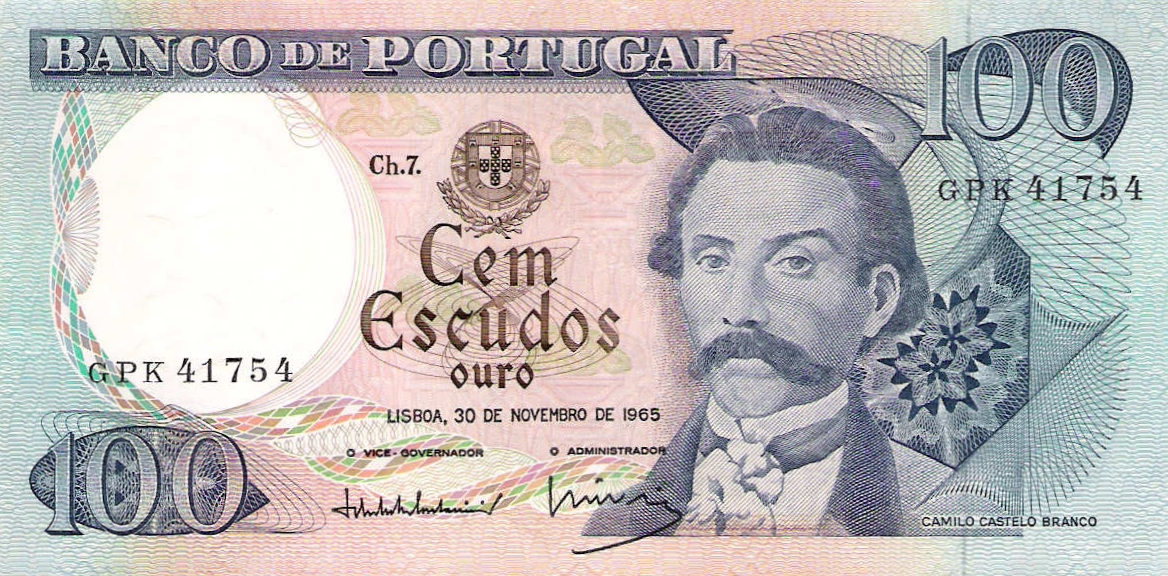
Camilo Castelo Branco a 100 escudós pénzjegyen

## Magyarul
- Végzetes szerelem; ford. Székely Ervin; Íbisz, Bp., 2001 (Portugál műhely)